# James H. Slater
James H. Slater (Springfield, 1826. december 28. – La Grande, 1899. január 28.) az Amerikai Egyesült Államok szenátora (Oregon, 1879–1885).